# Otto Vieira
Pour les articles homonymes, voir Vieira.
Otto Vieira est un entraîneur brésilien de football né le 2 août 1921 à Rio de Janeiro et mort le 11 août 1991 à São Paulo.

## Biographie
Otto Vieira commence sa carrière d'entraîneur en tant qu'adjoint de Luís Augusto Vinhaes avec l'équipe brésilienne des moins de 22 ans lors du championnat sud-américain de 1949 au Chili. Il devient ensuite l'adjoint de Flávio Costa lors de la Coupe du monde 1950. Il entraîne également les équipes de jeunes du Fluminense à plusieurs reprises, ainsi que l'équipe principale du club en 1950–1951. En 1953, il est à nouveau l'adjoint de Flávio Costa, cette fois au CR Vasco da Gama.
Il entraîne par la suite Santa Cruz et Náutico, et en 1957, après une bonne campagne avec Botafogo-SP, il est engagé par São Paulo en tant qu'adjoint, cette fois pour le Hongrois Béla Guttmann. Il entraîne ensuite Portuguesa, le FC Porto, Millonarios, retourne au São Paulo en 1964, et enfin Barcelona SC de Guayaquil, équipe avec laquelle il remporte le championnat équatorien à deux reprises consécutives en 1970 et 1971, ainsi qu'une demi-finale à deux reprises de la Copa Libertadores. Il retourne au club en 1980 et devient à nouveau champion national, mettant fin à sa carrière d'entraîneur la saison suivante avec Nueve de Octubre,.
Il est également sélectionneur de l'Équateur lors de l'année 1981.

## Palmarès
Barcelona SC
- Championnat d'Équateur (3) :
  - Champion : 1970, 1971, 1980